# شهرداری کارلی
شهرداری کارلی (گرجی: ქარელის მუნიციპალიტეტი) یکی از شهرداری‌های گرجستان در استان شیدا کارتلی است. مرکز اداری آن کارلی است. برخی از مناطق شمالی این منطقه بخشی از جمهوری خودخوانده اوستیای جنوبی است و از سال ۱۹۹۲ میلادی در کنترل دولت گرجستان نبوده است.